# Hendrik Duryn
Hendrik Duryn, né le 8 octobre 1967, est un acteur allemand. 

## Biographie
Hendrik Duryn vit à Leipzig.
Il  a joué dans Alerte Cobra : Team 2, dans le rôle du commissaire de la police criminelle Frank Traber.

## Filmographie
1987 : Vorspiel de Peter Kahane
2001 : Lenya, princesse guerrière de Michael Rowitz
2003 : Blueprint de Rolf Schubel
2010 : La Belle et le Boxer de Joseph Orr
2012 : Si papa nous voyait de Wolfgang Dinslage
2014 : Le gang des policiers de Philipp Leinemann

### Télévision
- 2012 : Si papa nous voyait (Für Elise) : Ludwig
- 2001 : Lenya, princesse guerrière (Lenya - Die größte Kriegerin aller Zeiten) : Gero von Gantern
- 2001 : Un cas pour deux (épisode : Le Loup solitaire) : Gerda Reiter
- 2003 : Alerte Cobra : Team 2 (série TV) : Franck Traber
- 2003 : Un cas pour deux (saison 24, épisode 2 : Femme d'argent et femme de cœur) : Sebastian Nordhoffen
- 2006 : Des diamants pour un couvent : Tex
- 2009 : Histoires d'amour et d'amitié
- 2009 : Lune de miel à Marrakech
- 2011 : Une nounou à croquer
- 1999, 2001 et 2013 : Alerte Cobra (épisodes : Entre deux fronts, Cargaison mortelle, Excès de vitesse, Rien ne va plus)
- 2023: Seaside Crimes